# Orden de Santa Catalina
La Orden de Santa Catalina fue una orden civil instituida en Rusia en 1714 por Catalina, esposa del zar Pedro el Grande, bajo la advocación/patronazgo de santa Catalina de Alejandría, patrona de la emperatriz.

## Historia
La fundación se hizo en memoria de haber ella librado al Emperador y a su ejército del inminente peligro en que estaban de perecer a las orillas del Prut, haciendo ofrecer al gran Visir sus diamantes y una suma considerable si quería entrar en negociaciones con el zar, cuya proposición fue aceptada.
El distintivo de la Orden, que solo se confiere a las damas, es una cruz roja con la efigie de santa Catalina prendida a una cinta de color de fuego bordada de plata, en la que se lee el nombre de Santa Catalina y las palabras: pro fide et patria.
Ea 1797 el emperador Pablo I fundó una segunda Orden bajo la invocación de la misma Santa.

## Nueva orden de Santa Catalina
En 2012, el presidente Dmitri Medvédev establece la Orden de Santa Catalina la Gran Mártir, a partir de la antigua orden de Santa Catalina del Imperio ruso, para honrar a los rusos y extranjeros por contribuciones destacadas para el mantenimiento de la paz, la caridad, los esfuerzos humanitarios y la preservación del patrimonio cultural.